# Liste der Baudenkmale in Warmsen
In der Liste der Baudenkmale in Warmsen sind alle Baudenkmale der niedersächsischen Gemeinde Warmsen aufgelistet. Die Quelle der  Baudenkmale ist der Denkmalatlas Niedersachsen. Der Stand der Liste ist der 27. April 2021.

## Allgemein
In den Spalten befinden sich folgende Informationen:
- Lage: die Adresse des Baudenkmales und die geographischen Koordinaten. Kartenansicht, um Koordinaten zu setzen. In der Kartenansicht sind Baudenkmale ohne Koordinaten mit einem roten Marker dargestellt und können in der Karte gesetzt werden. Baudenkmale ohne Bild sind mit einem blauen Marker gekennzeichnet, Baudenkmale mit Bild mit einem grünen Marker.
- Bezeichnung: Bezeichnung des Baudenkmales
- Beschreibung: die Beschreibung des Baudenkmales. Unter § 3 Abs. 2 NDSchG werden Einzeldenkmale und unter § 3 Abs. 3 NDSchG Gruppen baulicher Anlagen und deren Bestandteile ausgewiesen.
- ID: die Objekt-ID des Baudenkmales
- Bild: ein Bild des Baudenkmales, ggf. zusätzlich mit einem Link zu weiteren Fotos des Baudenkmals im Medienarchiv Wikimedia Commons. Wenn man auf das Kamerasymbol klickt, können Fotos zu Baudenkmalen aus dieser Liste hochgeladen werden:

## Warmsen

### Gruppen baulicher Anlagen

#### Gruppe: Friedrich-Kopp-Straße 1, Im Horst 4
Die Gruppe „Friedrich-Kopp-Straße 1, Im Horst 4“, hat die ID 36354604.

| Lage                                                | Bezeichnung                              | Beschreibung | ID       | Bild |
| --------------------------------------------------- | ---------------------------------------- | --- | -------- | ---- |
| Friedrich-Kopp-Straße 1 52° 27′ 37″ N, 8° 50′ 52″ O | Wohn-/Wirtschaftsgebäude mit Brunnenring | Das Gebäude ist in Fachwerk mit massivem Wohnteilanbau errichtet worden. Der Brunnenring aus Feldsteinen befindet sich im Anbau des Wohn-/Wirtschaftsgebäudes. | 36396238 | BW   |
| Friedrich-Kopp-Straße 1 52° 27′ 37″ N, 8° 50′ 51″ O | Scheune                                  | Fachwerkbau | 36390920 | BW   |
| Friedrich-Kopp-Straße 1 52° 27′ 36″ N, 8° 50′ 52″ O | Speicher/Backhaus                        | Fachwerkbau | 36396261 | BW   |
| Im Horst 4 52° 27′ 37″ N, 8° 50′ 56″ O              | Gaststätte                               | Der sog. „Dreierskrug“ (Hof Lebherz) wurde als Fachwerkgebäude errichtet.                                                                                      | 36397209 | BW   |

#### Gruppe: Bohnhorster Straße 12
Die Gruppe „Bohnhorster Straße 12“ (Museumshof Gehannsfors Hof), hat die ID 31036810.

| Lage                                              | Bezeichnung              | Beschreibung | ID       | Bild |
| ------------------------------------------------- | ------------------------ | --- | -------- | ---- |
| Bohnhorster Straße 12 52° 26′ 39″ N, 8° 50′ 43″ O | Wohn-/Wirtschaftsgebäude | 1747 errichtetes, äußerlich 1859 umgestaltetes Hallenhaus in Zweiständerkonstruktion mit Vorschauer unter einem Halbwalmdach mit Wellasbestzementdeckung. | 31056887 | BW   |
| Bohnhorster Straße 12 52° 26′ 37″ N, 8° 50′ 43″ O | Scheune                  | Wohl 1767 errichteter scheunenartiger Fachwerkbau mit seitlicher Längseinfahrtsdiele.                                                                     | 31056913 | BW   |
| Bohnhorster Straße 12 52° 26′ 39″ N, 8° 50′ 42″ O | Backhaus                 | Um 1800 errichteter, teilweise zerstörter Wandständerbau.                                                                                                 | 31057453 | BW   |

### Einzelbaudenkmale
| Lage                                                                     | Bezeichnung              | Beschreibung | ID       | Bild           |
| ------------------------------------------------------------------------ | ------------------------ | --- | -------- | -------------- |
| Friedrich-Kopp-Straße 19 52° 27′ 43″ N, 8° 49′ 50″ O                     | Backhaus                 | 1797 errichtet. | 31057317 | BW             |
| Friedrich-Kopp-Straße 19 52° 27′ 41″ N, 8° 49′ 49″ O                     | Speicher                 | 1820 erbauter Fachwerkspeicher. | 31057298 | BW             |
| Hauskämper Straße (K 24) / Zur Linde (L 348) 52° 27′ 25″ N, 8° 50′ 56″ O | Kirche                   | Die St.-Georgs-Kirche Warmsen wurde 1643 als verputzter Saalbau unter Satteldach errichtet. Sie hat einen quadratischen Westturm, der unter einem achtseitigen Pyramidendach liegt. Die Erweiterung aus dem 18. Jahrhundert ist in Ziegelfachwerk gehalten. | 31057256 | Weitere Bilder |
| Oberheide 3C 52° 27′ 14″ N, 8° 50′ 34″ O                                 | Wohn-/Wirtschaftsgebäude | Anfang des 19. Jahrhunderts errichtetes Hallenhaus in Zweiständerkonstruktion mit Vorschauer unter einem Halbwalmdach (Steckwalme) mit Ziegeldeckung. | 31057277 | BW             |
| Riehe 11 52° 27′ 6″ N, 8° 51′ 1″ O                                       | Wohn-/Wirtschaftsgebäude | 1911 errichtetes schlichtes Hallenhaus in Zweiständerbauweise mit Vorschauer, Steilgiebel und Ziegelfachwerk unter einem Satteldach in Ziegeldeckung. Es wird ein älteres Baujahr oder eine Translozierung vermutet.                                        | 31057336 | BW             |

## Bohnhorst

### Einzelbaudenkmale
| Lage                                         | Bezeichnung              | Beschreibung | ID                                                                    | Bild |
| -------------------------------------------- | ------------------------ | --- | --------------------------------------------------------------------- | ---- |
| Hiller Straße 30 52° 25′ 8″ N, 8° 48′ 11″ O  | Wohn-/Wirtschaftsgebäude | In der zweiten Hälfte des 18. Jahrhunderts errichtetes Hallenhaus in Zweiständerkonstruktion mit einem prächtigen Wirtschaftsgiebel mit geschweiften Knaggen und Streben.                                                                          | 31056830                                                              | BW   |
| K 21 (km 4,078) 52° 23′ 48″ N, 8° 48′ 12″ O  | Grenzstein               | Grob behauener Stein mit rechteckigem Querschnitt, parallelvertikalen Kanten und segmentbogenförmig gewölbtem Kopf, der die historische Grenze zwischen dem Königreich Hannover (Amt Stolzenau) und Preußen (Kreis Minden) markiert.               | 31057434                                                              | BW   |
| Klosterweg 1 52° 25′ 42″ N, 8° 48′ 35″ O     | Wohn-/Wirtschaftsgebäude | In der ersten Hälfte des 19. Jahrhunderts als Zweiständer mit Ziegelfachwerk errichtetes Hallenhaus unter einem Halbwalmdach mit Wellasbestdeckung, das mit dem Wirtschaftsgebäude durch einen Zwischenbau an der westlichen Traufe verbunden ist. | 31056787                                                              | BW   |
| Quellhorst 1 52° 25′ 26″ N, 8° 47′ 22″ O     | Schafstall               | Anfang des 19. Jahrhunderts errichteter eingeschossiger Gefügebau mit Längsdurchfahrt auf einem hohen Findlingssockel und unter einem Satteldach.                                                                                                  | 31057079                                                              | BW   |
| Quellhorst 1 52° 25′ 28″ N, 8° 47′ 20″ O     | Backhaus                 | Mitte des 19. Jahrhunderts errichteter eingeschossiger großer Ziegelfachwerkbau unter einem Satteldach. | 31057058                                                              | BW   |
| Schulstraße 2 52° 25′ 50″ N, 8° 48′ 41″ O    | Wohn-/Wirtschaftsgebäude | 1802 errichtetes Zweiständer-Hallenhaus in Ziegelfachwerk unter einem Satteldach mit Ziegeldeckung und Halbwalmdach zum Wohnende hin. | 31056809                                                              | BW   |
| Warmser Straße 12 52° 26′ 3″ N, 8° 49′ 22″ O | Speicher                 | 1710 als eingeschossiger Gefügebau errichteter Speicher mit Lehmstakung und unter einem Satteldach. Der Südwestgiebel ist verändert. | Denkmalatlas nicht dargestellt/1/-/ Im Denkmalatlas nicht dargestellt | BW   |
| Warmser Straße 17 52° 26′ 3″ N, 8° 49′ 20″ O | Scheune                  | 1828 als Gefügebau errichtete Längs-Durchfahrtscheune in Lehmstakung, teilweise durch Ziegel ersetzt, unter einem Halbwalmdach mit beidseitigem Steckwalm.                                                                                         | 31057184                                                              | BW   |
| Zum Wehsand 1 52° 27′ 5″ N, 8° 48′ 35″ O     | Scheune                  | Mitte des 19. Jahrhunderts möglicherweise als eingeschossiger Schafstall errichteter Ziegelfachwerkbau unter einem Halbwalmdach. | 31057100                                                              | BW   |

## Brüninghorstedt

### Einzeldenkmal
| Lage                                          | Bezeichnung | Beschreibung                                       | ID       | Bild |
| --------------------------------------------- | ----------- | -------------------------------------------------- | -------- | ---- |
| Brüninghorstedt 23 52° 24′ 58″ N, 8° 53′ 7″ O | Scheune     | Translozierte Scheune, die auf 1813 datiert wurde. | 31056870 | BW   |

## Großenvörde

### Gruppen baulicher Anlagen

#### Gruppe: Nebengebäude Wegerden
Die Gruppe „Wegerden 13“, hat die ID 31036822.

| Lage                                    | Bezeichnung | Beschreibung | ID       | Bild |
| --------------------------------------- | ----------- | --- | -------- | ---- |
| Wegerden 13 52° 27′ 9″ N, 8° 52′ 39″ O  | Speicher    | Im 18. Jahrhundert errichteter eingeschossiger Lehmfachwerkbau mit hofseitigem Giebel mit geschwungenen Knaggen. | 31057377 | BW   |
| Wegerden 13 52° 27′ 10″ N, 8° 52′ 39″ O | Backhaus    | Im 19. Jahrhundert errichteter eingeschossiger Lehmfachwerkbau.                                                  | 31057357 | BW   |

### Einzeldenkmale
| Lage                                       | Bezeichnung | Beschreibung | ID       | Bild |
| ------------------------------------------ | ----------- | --- | -------- | ---- |
| Großenvörde 32 52° 26′ 33″ N, 8° 53′ 50″ O | Scheune     | 1714 errichteter aufwendiger Gefügebau mit Lehmschlag ausgefacht unter einem Halbwalmdach (Schopfwalme) mit Ziegeldeckung. | 31056933 | BW   |
| Großenvörde 34 52° 26′ 38″ N, 8° 54′ 4″ O  | Scheune     | 1723 errichteter aufwendiger Gefügebau mit Lehmschlag ausgefacht unter einem Halbwalmdach (Schopfwalme) mit Ziegeldeckung. | 31056954 | BW   |

## Sapelloh

### Gruppe baulicher Anlagen

#### Gruppe: Hofanlage Tätenhorst 6
Die Gruppe „Hofanlage Tätenhorst 6“, hat die ID 31036835.

| Lage                                     | Bezeichnung              | Beschreibung           | ID       | Bild |
| ---------------------------------------- | ------------------------ | ---------------------- | -------- | ---- |
| Tätenhorst 6 52° 25′ 49″ N, 8° 51′ 43″ O | Wohn-/Wirtschaftsgebäude | Zweiständerhallenhaus. | 31057204 | BW   |
| Tätenhorst 6 52° 25′ 48″ N, 8° 51′ 42″ O | Scheune                  |                        | 31057222 | BW   |
| Tätenhorst 6 52° 25′ 50″ N, 8° 51′ 41″ O | Speicher                 |                        | 31057239 | BW   |

### Einzelbaudenkmale
| Lage                                          | Bezeichnung              | Beschreibung | ID       | Bild |
| --------------------------------------------- | ------------------------ | --- | -------- | ---- |
| Haselhorn 15 52° 24′ 31″ N, 8° 52′ 30″ O      | Wohn-/Wirtschaftsgebäude | Ende des 18. Jahrhunderts mit Ziegelfachwerk errichtetes Hallenhaus in Zweiständerkonstruktion unter einemSteckwalm am Wohnende. | 31057016 | BW   |
| Hoyersförde 65 52° 26′ 1″ N, 8° 50′ 32″ O     | Wohn-/Wirtschaftsgebäude | Mitte des 19. Jahrhunderts in Ziegelfachwerk errichtetes Hallenhaus in Zweiständerkonstruktion unter einem Halbwalmdach mit Ziegeldeckung. | 31056995 | BW   |
| Hoyersförde 52° 25′ 53″ N, 8° 50′ 33″ O       | Windmühle                | Um 1861 errichteter ehemaliger Galerieholländer (Gräpersche Mühle) mit Schaft in Ziegelmauerwerk. Zahlreiche Restaurierungen. | 31056975 |      |
| K 20 (km 7,276) 52° 23′ 22″ N, 8° 51′ 12″ O   | Grenzstein               | 1840/1841 aufgestellter Grenzstein der ehemaligen Grenze des Königreichs Hannover (Amt Stolzenau) und des Königreichs Preußen (Kreis Minden) | 31057397 | BW   |
| Mösloh 202 (203?) 52° 25′ 25″ N, 8° 52′ 24″ O | Windmühle                | Um 1860 errichteter Wallholländer mit Segelgatterflügel und Windrose. Das Turmbauwerk ist oktogonal mit flachem Ecklisenen gehalten, wobei der Bau ursprünglich ziegelsichtig war und nach einer Restaurierung mit Putz versehen wurde, sodass nur noch der Ziegelfries erhalten ist. Die Mühle verfügt im Inneren über die komplette technische Ausstattung und ist funktionsfähig. | 31057037 |      |
| Sapelloh 60 52° 25′ 17″ N, 8° 50′ 4″ O        | Wohn-/Wirtschaftsgebäude | In der zweiten Hälfte des 19. Jahrhunderts in Ziegelfachwerk errichtetes Hallenhaus in Vierständerkonstruktion mit Vorschauer unter einem Satteldach zum Wohnende als Halbwalm ausgeführt und mit einem traufseitigen Anbau. | 31057142 | BW   |
| Sapelloh 60 52° 25′ 16″ N, 8° 50′ 3″ O        | Scheune                  | Anfang des 19. Jahrhunderts errichteter Ziegelfachwerkbau mit straßenseitigem Schaugiebel mit geschweiften Fußbögen und Knaggen unter einem Satteldach. | 31057121 | BW   |